# Моравичка епархија
Моравичка епархија, такође позната и као Ариљска епархија,  била је српска средњовековна епископија, која је основана 1219. године од стране првог српског архиепископа Саве, након стварања аутокефалне Српске архиепископије. Архијерејска катедра моравичких епископа налазила се у саборном храму Светог Ахилија у данашњем Ариљу. На месту првобитног храма касније је подигнута нова црква, а изградња је обављена крајем 13. века, за веме владавине српског краља Стефана Драгутина.
Моравичка епископија је поред старе жупе Моравице у сливу реке Моравице обухватала и сав горњи слив Западне Мораве до Овчарско-кабларске клисуре (простор данашњих општина: Ариље, Бајина Башта, Косјерић, Пожега, Ужице, Чајетина). Након проглашења Српске патријаршије (1346), моравички епископи су добили почасни наслов митрополита, а помињу се и као ариљски митрополити, тако да се и само владичанство назива и Ариљском епархијом.
У време коначног османског освајања српских земаља средином 15. века, епархијско седиште је похарано, а према неким претпоставкама и премештено. Током 16. века, старо епархијско седиште у Ариљу је поново заживело, тако да је епархија наставила да постоји у саставу обновљене Српске патријаршије (1557), обухватајући стару Ужичку нахију и околне области, те су се архијереји ове епархије из 17. века називали не само моравичким или ариљским, већ и ужичким. Након реорганизације која је извршена средином 18. века, тај простор је укључен у састав проширене Ужичко-ваљевске епархије.